# Albert Auguste Perdonnet

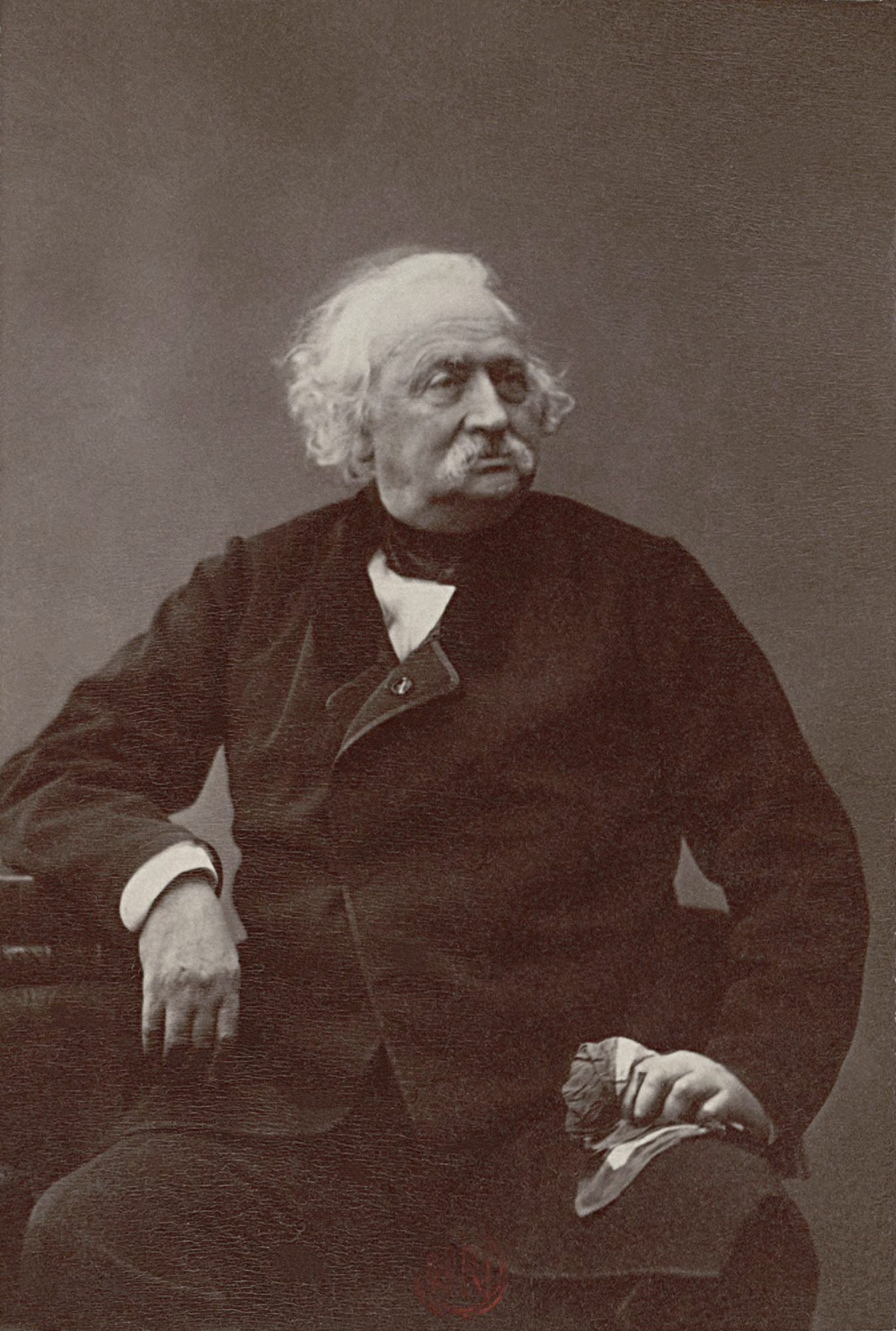
Auguste Perdonnet

Jean Albert Vincent Auguste Perdonnet (Parijs, 12 maart 1801 - Cannes, 1867) was een Franse ingenieur. 
Perdonnet werkte aan de ontwikkeling van de Franse spoorwegen; onder meer bouwde hij in 1840 het viaduct van Meudon. Hij schreef over metaalkunde en over chemie van mineralen. Hij ligt begraven op Père-Lachaise te Parijs. In Parijs is een straat en een kade naar hem genoemd. Hij is een van de 72 Fransen wier namen in reliëf op de Eiffeltoren zijn aangebracht.